# Heinrich Stuhlfauth

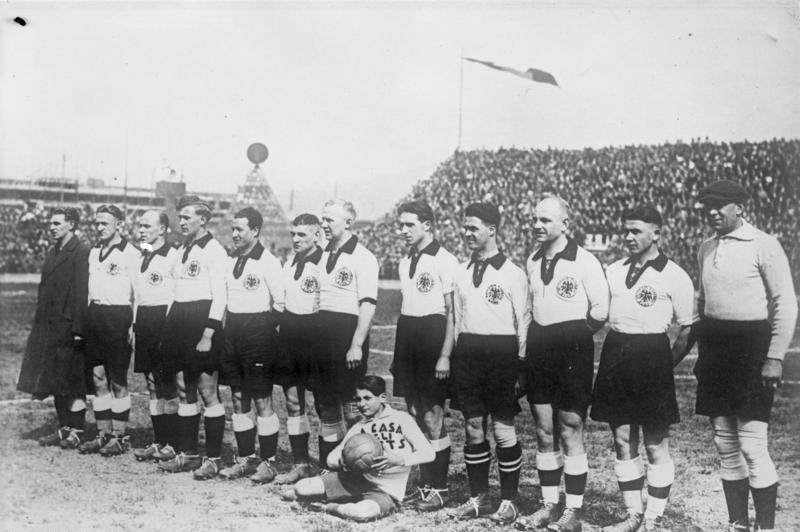
Stuhlfauth (1. v. r.) bei seinem 19. Länderspieleinsatz gegen Italien

Heinrich „Heiner“ Stuhlfauth (* 11. Januar 1896 in Nürnberg; † 12. September 1966 in Nürnberg) war ein deutscher Fußballtorwart. Von 1916 bis 1933 spielte er beim 1. FC Nürnberg, für den er insgesamt 606 Einsätze in der ersten Mannschaft bestritt. Stuhlfauth absolvierte 21 Länderspiele für die deutsche Fußballnationalmannschaft und war zeitweise deutscher Rekordnationalspieler.

## Lebensweg

### Jugend
Stuhlfauth wurde am 11. Januar 1896 als Sohn des Metallarbeiters Karl Stuhlfauth und dessen Frau Babette geboren. Das Paar hatte einen weiteren älteren Sohn und eine Tochter. Die Stuhlfauths lebten in der Nürnberger Südstadt. Der junge Heinrich besuchte die Volksschule und absolvierte danach eine Lehre zum Elektromonteur bei der Erle und Nestler AG, einem Nürnberger Motorradhersteller. Er wollte zunächst Radrennfahrer werden, was ihm seine Eltern aufgrund der Verletzungsgefahr jedoch verboten. Auch sein Wunsch, Fußball zu spielen, stieß bei ihnen zunächst auf Widerstand, so dass er heimlich trainieren musste.

### Laufbahn als Spieler und Soldat
Stuhlfauths erste Station als Spieler war ab 1910 der FC Franken Nürnberg, für den er im Sturm spielte. Da dessen Stammkeeper zum FC Pfeil Nürnberg wechselte, wurde er ins Tor gestellt, weil er der größte Spieler war. 1911 wechselte Stuhlfauth ebenfalls zum FC Pfeil, damals die „dritte Kraft“ neben dem 1. FC Nürnberg und der SpVgg Fürth, für den er zunächst als Halblinker spielte. Nach der Einberufung des Stammkeepers Hoffmann zum Militär spielte der 1,84 m große Stuhlfauth 1914 dort zum ersten Mal im Tor. Mittlerweile hatten sich auch die Eltern aufgrund seiner Leistungen mit der Fußballerlaufbahn ihres Sohnes abgefunden.
Am 1. Oktober 1916 wechselte Stuhlfauth zum 1. FC Nürnberg, nachdem sich der FC Pfeil aufgelöst hatte und die Kluboberen Notiz von ihm nahmen. Dort debütierte er im Oktober 1916 als Nachfolger des im Weltkrieg gefallenen Torhüters Weschenfelder für die Mannschaft gegen Süd-Berlin. Am 15. Oktober 1916 wurde er jedoch seinerseits zum 3. Bayerischen Pionier-Ersatzbataillon in Ingolstadt einberufen. Auf Bestreben des FCN-Vorstands Neuburger, Hauptmann einer Nürnberger Garnison, wurde Stuhlfauth allerdings für Armee-Fußballspiele freigestellt. Am 14. August 1916 erfolgte seine Versetzung zur Kraftfahrzeug-Ersatz-Abteilung nach Nürnberg, an die Front musste Stuhlfauth aber nie. Ab Dezember 1916 arbeitete er bei der Fahrzeugfabrik Karl Schmidt, Nürnberg. Am 27. Mai 1917 stand Stuhlfauth im Zabo erstmals in der Auswahl Süddeutschlands. Das Spiel gegen Berlin/Brandenburg endete 1:0 und Stuhlfauth hatte erheblichen Anteil am Erfolg, ja er stellte ihn letztlich sicher, indem er einen Elfmeter des Nationalspielers Willi Worpitzky parierte.
Nach dem Ersten Weltkrieg war der Club eine der ersten deutschen Mannschaften, die wieder Einladungen aus anderen Nationen erhielten, so zum Beispiel aus Schweden. Geschuldet war dies auch dem Umstand, dass der Fußball allmählich zur Massenveranstaltung wurde, mithilfe derer die Leute versuchten, die Wirren des Krieges zu vergessen. Im Rahmen eines Spiels in Stockholm sollen er und einige Mannschaftskameraden in Kontakt mit einem lokalen Mäzen gekommen sein, der zudem Direktor eines Kaufhauses gewesen war. Die Kicker, gekleidet in Soldatenstrümpfe und Breecheshosen, sollen durch ihn mit allerlei feiner Kleidung ausgestattet worden sein, dem heimischen Zoll sollen sie erzählt haben, sie seien Leichtathleten und wären so um eine Gepäckkontrolle gekommen. In der Folge entwickelte sich Stuhlfauth zu einem der ersten großen Stars des deutschen Fußballs, auch begünstigt durch seine Tätigkeit als Wirt der Sebaldusklause, einer Begegnungsstätte der Prominenz aus Sport, Kultur oder Politik. Während seiner Zeit beim 1. FC Nürnberg wurde er deutscher Nationalspieler. Beim ersten Länderspiel nach Ende des Ersten Weltkriegs, am 27. Juni 1920 nach sechs Jahren Pause, debütierte der Clubtorhüter in Zürich beim Freundschaftsspiel gegen die Schweiz in der Nationalmannschaft. Bei der 1:4-Niederlage debütierten auch die weiteren Clubspieler Hans Kalb und Carl Riegel an der Seite von Spielführer Adolf Jäger.
Der Tormann gewann mit dem Verein fünf deutsche Meistertitel (1920, 1921, 1924, 1925 und 1927) und nahm auch am „endlosen Meisterschaftsendspiel“ 1922 teil, das doppelt ausgetragen und auch jeweils abgebrochen werden musste. Darüber hinaus blieb „der Heiner“ in allen fünf siegreichen Endspielen ohne Gegentreffer.
Mit seinem 19. Länderspiel am 28. April 1929 löste er Eugen Kipp als Rekordnationalspieler des DFB ab. Als solcher durfte er sich aber nur bis zum 25. September 1932 bezeichnen, als Richard Hofmann sein 22. Länderspiel absolvierte. In sechs Spielen führte Stuhlfauth die Nationalmannschaft als Spielführer aufs Feld. Stuhlfauth stand auch im Tor der Nationalmannschaft als in den beiden Länderspielen am 13. Januar in Nürnberg gegen Österreich (4:3) beziehungsweise am 21. April in Amsterdam gegen die Niederlande (1:0) gespielt wurde und die DFB-Elf nur mit Spielern aus Fürth und Nürnberg aufgelaufen war.
Sein 21. und letztes Länderspiel fand im Frühjahr 1930 in Frankfurt am Main gegen Italien statt (0:2).
1933 beendete Stuhlfauth seine Spielerlaufbahn. Seine letzte Partie absolvierte er am 3. August 1930 unter Trainer Jenő Konrád mit dem FCN gegen Sparta Prag (Nürnberg gewann mit 3:1), nachdem er ursprünglich nur als Zuschauer gekommen war und der an diesem Tag noch einmal überragend dirigierende Hans Kalb das Clubspiel gelenkt hatte. Die Fans hatten sich aber noch einmal einen Auftritt ihres „Heiner“ gewünscht und dessen Nachfolger Georg Köhl erklärte sich einverstanden, für den großen Vorgänger Platz zu machen. An gleicher Stelle ist aber auch nachzulesen, dass Stuhlfauth noch einmal in einem Pflichtspiel am 7. Dezember beim Derby (1:2) gegen Fürth in der Bezirksliga zwischen den Pfosten gestanden hatte.
Schon 1929 bis 1931 war er beim in der Kreisliga Oberpfalz-Niederbayern spielenden TSV 1861 Straubing geführt. 1932/33 trainierte er sowohl die Würzburger Kickers als auch wieder Straubing. Im Buch von Bausenwein über „Stuhlfauths Zeiten“ aus dem Jahr 2017 wird die Club-Legende zur Saison 1932/33 als Trainer von FC Thüringen Weida in Mitteldeutschland aufgeführt; ab April 1934 soll er den Trainerjob beim Deutschen Sportclub (DSC) Hagen in der Gauliga Westfalen übernommen haben. Des Weiteren ist bei Bausenwein noch notiert, dass Stuhlfauth als Spielertrainer mit dem FC Herzogenaurach der Aufstieg in die mittelfränkische Kreisliga glückte und er bei Spielen der Pokalmannschaft – der zweiten Mannschaft – er sich ab und an auch noch selbst für den 1. FCN ins Tor stellte. So etwa am 31. Juli 1932 vor vollem Haus in Schwäbisch Gmünd gegen den dortigen 1. FC Normannia, welches der Club mit 6:2 gewann und der alte Kämpe seine ungebrochene Popularität in vollen Zügen genießen konnte.

### Leben nach der Karriere
Ab Mitte der 1930er Jahre gehörte er dem Ältestenrat des 1. FCN an und entdeckte Anfang der 40er die spätere Vereinslegende Max Morlock.
Zu Beginn des 2. Weltkriegs wurde Stuhlfauth erneut eingezogen und nahm als Gefreiter am Überfall auf Polen teil. Zum 1. Mai 1937 trat er der NSDAP bei (Mitgliedsnummer 4.856.731). Im Krieg wurde Stuhlfauths ehemaliges Lokal, die Sebaldusklause, im Rahmen der Luftangriffe auf Nürnberg zerstört. Nach Kriegsende arbeitete er als Schulsportlehrer und führte für das Mineralölunternehmen Shell Fußball-Lehrfilme vor. Darüber hinaus warben die Fahrzeughersteller BMW und Victoria mit dem ehemaligen Sportler für ihre Autos und Motorräder.
1953 nahm er als 57-Jähriger auf Einladung des Deutsch-Amerikanischen Fußball-Bundes an einer USA-Tournee des 1. FC Nürnberg teil. Dabei wurde er begeistert empfangen und bezeichnete selbst die Tournee als „die Krönung meiner Laufbahn“.
1956 wurde Stuhlfauth in einer Umfrage des Kicker zum populärsten deutschen Fußballspieler gewählt. Am 12. September 1966 starb er, der sich seit gut sieben Jahren im Ruhestand befand und in Laufamholz lebte, an einem Herzschlag und wurde von seiner Ehefrau Liesel, mit der er 43 Jahre lang verheiratet gewesen war, überlebt. Die Beisetzung fand auf dem Waldfriedhof in Schwaig statt.

## Stärken
Stuhlfauth galt neben dem Spanier Ricardo Zamora zu seiner Zeit als einer der besten Torhüter der Welt. Der Österreicher Karl Kanhäuser sagte einmal: „Stuhlfauth übertraf den Schaumann Zamora um eine Klasse. Ich habe gegen Zamora in einem Spiel drei Tore geschossen, bei Stuhlfauth war man froh, wenn man einen Treffer erzielte. Er wirkte auf die Gegenspieler und den Ball wie ein Hexenmeister“.
Vom 8. Juli 1918 bis zum 5. Februar 1922 verlor der Club mit ihm kein einziges von 104 Verbandsspielen. Das Torverhältnis betrug in diesen Spielen 480:47.
„Gott selbst stand im Tor!“, schrieb eine italienische Zeitung im Jahr 1929 über die Nürnberger Torwartlegende, als er mit fantastischen Paraden und Reflexen den 2:1-Sieg der deutschen Nationalmannschaft sicherte und die italienischen Stürmer zur Verzweiflung brachte. Stuhlfauth selbst schien laut dem Kicker „merkwürdige prophetische Gaben“ besessen zu haben, was sich in einem für damalige Tormänner außergewöhnlichen Stellungsspiel äußerte. Die meiste Zeit fing er so die Bälle, anstatt gewagte Hechtsprünge ausführen zu müssen, und meinte dazu auch „Ein guter Torwart wirft sich nicht! Wenn ich zu Sturzflügen und Panthersprüngen gezwungen war, fragte ich mich immer, was ich falsch gemacht hatte“.
Eine seiner Spezialitäten war die Fußabwehr; er war ein früher Vertreter des „mitspielenden Torwarts“ und wurde von zeitgenössischen Journalisten als „dritter Verteidiger“ bezeichnet. „Ich bin dem Ball oft zwanzig und dreißig Meter entgegengelaufen, indem ich den Ball weg geschlagen habe. Ich würde das jedem Torwächter empfehlen“, so Stuhlfauths Rat. Nach seinem zweiten Länderspiel am 26. September 1920 in Wien gegen Österreich (2:3) war die Wiener Presse geradezu begeistert von Stuhlfauth und führte insbesondere aus: „Er spielte fast das ganze Spiel hindurch im Felde mit, die Deutschen gewannen dadurch einen dritten Back und zwölften Mann und dazu noch den stoßtüchtigsten. Keiner ihrer Verteidiger war auf den Beinen so sicher wie Stuhlfauth, keiner brachte solche Riesenstöße fertig wie ihr Zerberus.“ Am liebsten aber war es ihm, wenn er von seinen Händen gar keinen Gebrauch machen musste und wie ein Fußballer handeln konnte. Sicher habe er sich auf seine Hände und Fäuste verlassen können. „Aber auf meine Füße“, sagte er einmal, „auf die war besonders Verlass.“ Und weil er „viel mehr die Füße gebraucht“ habe – das heißt: erfolgreich gebraucht habe –, habe er nur sehr selten zu Boden gehen müssen. Auch erzählte man sich, manches Mal wäre „der Heiner“ selbst an Spieltagen noch lang in seiner Klause gesessen, ehe er sich mit dem Motorrad auf zum Stadion machte. Während des Spiels soll der Torwart aber konzentriert gewesen sein „wie ein indischer Yogi, der in die Betrachtung seines Bauchnabels versunken ist“.
Während die Fachpresse zu einer Zeit, in der Torhüter noch ohne Handschuhe spielten, Stuhlfauths Hände mit Bratpfannen verglichen, zog man im heimischen Nürnberg hingegen Abortdeckel zur Veranschaulichung heran. Der Spieler selbst gab auch später an, „Karambolagen“ immer aus dem Weg gegangen und so in 20 Jahren Spieljahren nie „ernstlich verletzt“ gewesen zu sein. Er betonte auch, damals hätten sie alle „kalt geduscht“ und es hätte „schon einer mit dem Kopf unterm Arm daherkommen müssen, ehe er freiwillig pausierte“, um zu demonstrieren, dass Fußballer in den 1920ern aus „einem anderen Holz geschnitzt“ waren. Ein Spiel gegen Würzburg soll Stuhlfauth sogar zeitweise ohne Schuhe absolviert haben. Nach eigenem Bekunden rückte Stuhlfauth, dessen Schwächen im Abtauchen lagen, bei Strafstößen rasch so nah an den gegnerischen Schützen heran, dass dieser nur noch einen begrenzten Handlungsspielraum hatte. Zu seiner Zeit war der Torwart nämlich noch nicht verpflichtet, sich währenddessen auf der Linie aufzuhalten.

Sebaldusklause

## Sonstiges
Außerhalb des Spielfeldes betrieb Stuhlfauth die Gaststätte Sebaldusklause (ehemals Schulgäßchen) in Nürnberg. Er war in den 1930er Jahren der letzte Wirt der im Krieg zerstörten Traditionsgaststätte. Dort traf man Fußballer, Schauspieler und Politiker – unter anderem den englischen Stürmer Dixie Dean und Kicker-Gründer Walther Bensemann.
Stuhlfauth sah eine Niederlage in Freundschaftsspielen als Schande für seine Heimatstadt und seinen Verein an. Er war ein großer Anhänger „seines“ Clubs. Von ihm stammt folgendes Zitat:

„Es ist eine Ehre, für diese Stadt, diesen Verein und die Bewohner Nürnbergs zu spielen.
Möge all dies immer bewahrt werden und der großartige FC Nürnberg niemals untergehen.“

Dieses Zitat wird heute vor jedem Heimspiel an den Bildschirmen im Stadion angezeigt und viele Clubfans tragen es auf dem T-Shirt. Außerdem war es als Applikation auf dem Heimtrikot des FCN der Saison 2009/10 zu finden – allerdings nur auf der Ausgabe für die Fans, da die DFL auf offiziellen Spielertrikots keine Applikationen erlaubt.
Markenzeichen Stuhlfauths waren sein grauer Pullover und seine markante Schiebermütze.

## Ehrungen

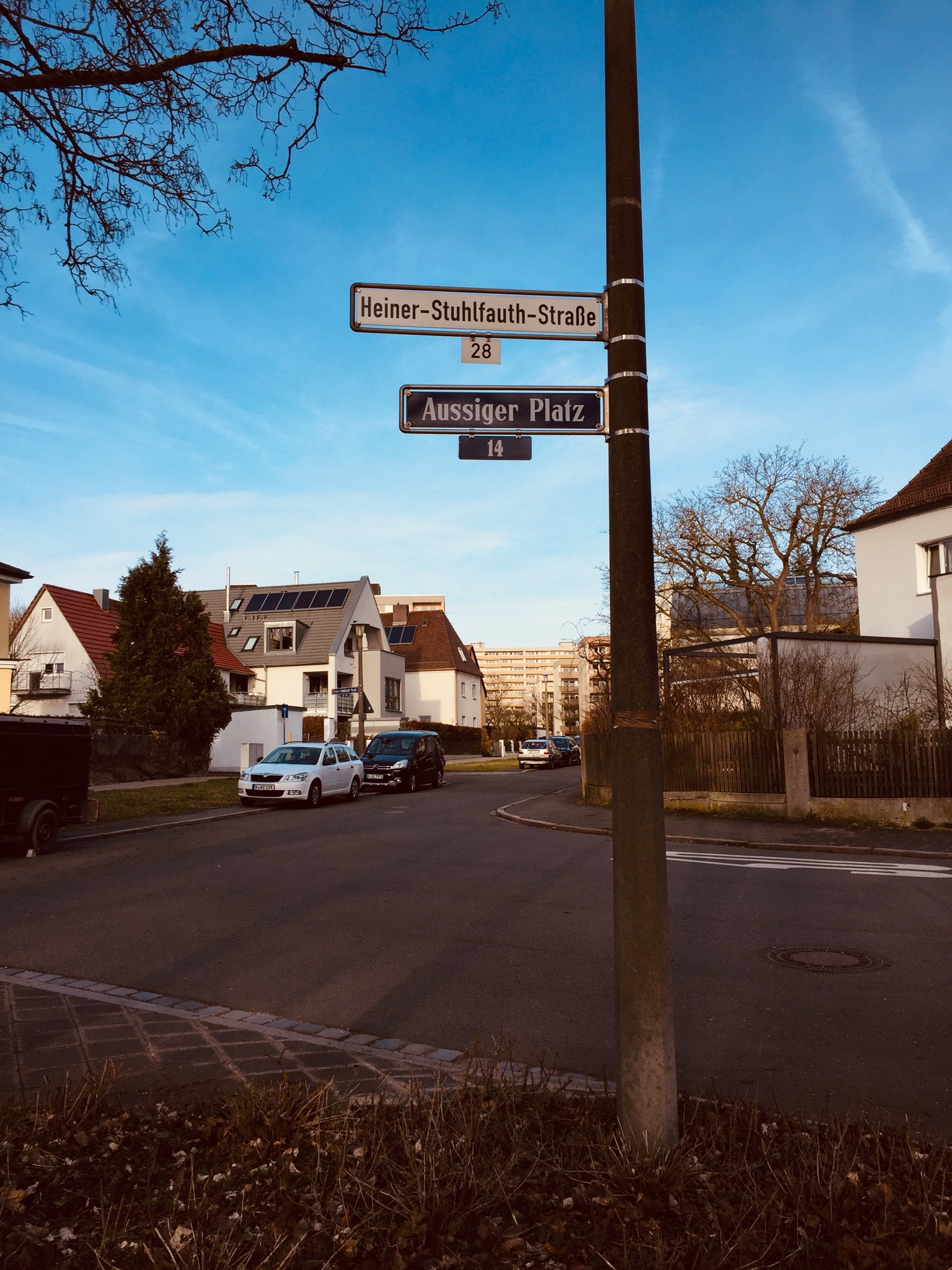
Heiner-Stuhlfauth-Straße in Nürnberg-Zerzabelshof

1960 bekam Stuhlfauth die Bürgermedaille der Stadt Nürnberg und 1966 die Ehrennadel des DFB verliehen. Zusätzlich wurde er zum Ehrenspielführer beim 1. FC Nürnberg ernannt.
2006 wurde der Block 18 im Nürnberger Easycredit-Stadion im Zuge der Blockumbenennung nach ihm benannt.
2008 wurde Heinrich Stuhlfauth in die Hall of Fame des deutschen Sports aufgenommen.
Das Vereinslokal des FCN am Vereinsgelände ist nach ihm benannt. In den Stuhlfauth-Stuben kann man vor und nach dem Training immer wieder Teile der Mannschaft antreffen. Weiterhin ist im Nürnberger Stadtteil Zerzabelshof, der Heimat des 1. FC Nürnberg, eine Straße nach ihm benannt.
2010 erreichte er bei einer Internetabstimmung auf fcn.de zur Torhüter-Legende des Jahrhunderts den zweiten Platz hinter Andreas Köpke.